# Rue Marcel-Gromaire
La rue Marcel-Gromaire est une voie du 11e arrondissement de Paris, en France.

## Situation et accès
La rue Marcel-Gromaire est une voie publique située dans le 11e arrondissement de Paris. Elle débute au 94, boulevard Beaumarchais et se termine au 83, rue Amelot.

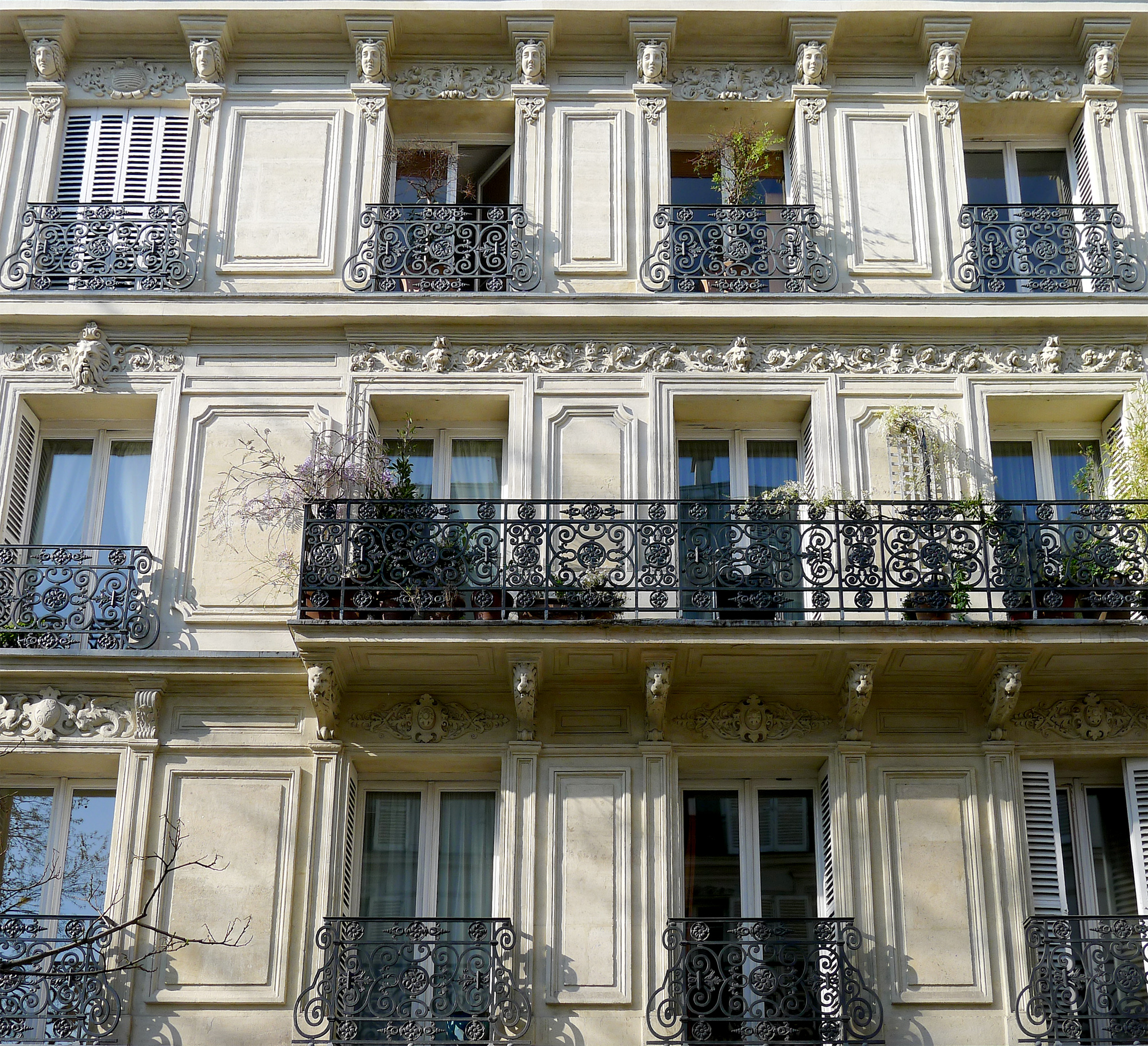
Façade de l'immeuble d'angle avec le boulevard Beaumarchais (no 96).

## Origine du nom
Elle porte le nom du peintre, dessinateur, graveur et cartonnier de tapisserie français, Marcel Gromaire (1892-1971).

## Historique
L'escalier de la rue correspond à la dénivellation entre la rue Amelot établie sur le fossé extérieur de l'enceinte de Charles V ou chemin de contrescarpe longeant ce fossé et le boulevard Beaumarchais aménagé sur l'ancien rempart supprimé en 1670. 
Les immeubles bordant la rue Scarron de part et d'autre de l'escalier font partie d'une ligne de constructions édifiées au début des années 1840 sur les terrains vendus par la ville  de la rue basse qui longeait le boulevard en contrebas. Cette rue séparée du boulevard par un muret comportant quelques passages en escaliers avait été tracée sur le fossé du rempart. Avant 1840, l'espace entre la rue Amelot et le boulevard n'était donc pas construit. 
La voie est acquise par la ville de Paris sous le nom provisoire de « voie U/11 » et prend sa dénomination actuelle par arrêté municipal du 9 septembre 1980.